# 石丸利光
石丸 利光（いしまる としみつ、生年不明 ‐ 明応5年5月30日（1496年7月10日））は、戦国時代の武将。官位は丹波守。父は石丸実光とされている。子に利元、利高、織田寛定室がいる。美濃国の実権を握っていた持是院家の斎藤妙椿に仕え、船田城を本拠として、小守護代と呼ばれた。また、後に斎藤氏の名乗りを許されて斎藤 利光（さいとう としみつ）と名乗った。

## 生涯

### 出自
石丸氏は尾張国の出身で斎藤氏の家宰を務めた家柄とされている。利光は斎藤妙椿に仕えて応仁の乱を戦い、文明5年（1473年）10月29日には伊勢国桑名郡に侵攻、東軍勢が篭る梅戸城を落とし、文明12年2月21日（1480年4月1日）に主君・妙椿が亡くなると、後を継いだ斎藤利国（妙純）を奉じて、美濃守護代の斎藤利藤を近江国へ追放した（文明美濃の乱）。

### 土岐元頼の擁立
しかし、同じ家宰の西尾直教の讒言を受けた妙純から次第に疎んじられるようになると、主家の斎藤氏にとって代わることを考えるようになった。折しも、妙純に不満を抱いていた美濃守護・土岐成頼と美濃に帰還した利藤の誘いに応じて、成頼に与し利藤から許しを得て「斎藤丹波守利光」と名乗り、小守護代に補された。
明応3年（1494年）12月、計画していた妙純の暗殺を、西尾直教が妙純に報告したことを知り取りやめ、居城の美濃船田城に兵を集い、妙純の居城美濃加納城を攻める。成頼の意を受け、西尾直教を追放する形で一時的に妙純と和解したが、成頼から嫡男政房を廃嫡し、元頼を後継者にする助力を要請されたことで、政房を守護にと考えていた妙純と次第に対立していき、土岐氏の家督争いに発展した。

### 船田城の戦い
明応4年（1495年）6月、土岐元頼を擁立して、船田合戦を起こす。斎藤氏に恨みを抱いていた清洲の守護代「織田大和守家」当主の織田敏定の嫡子寛定に娘を嫁がせたことにより、尾張も巻き込んだ。
同年6月19日、一族の石丸利定・秀道らが斎藤方の西尾氏を破り、勢いに乗って、加納城を包囲するが、反撃に遭い戦死した。同年7月、政房方が味方の古田氏を攻めたことを受け、一族の石丸正信、馬場氏、国枝氏らを援軍に送るが敗れ、利光は船田城を焼き捨て、南近江の六角氏の許へ逃れた。同年9月に成頼はしぶしぶ、政房に家督を継がせた。

### 城田寺城の落城
しかし、政方が元頼方に味方した織田寛定を攻めるため、尾張に布陣していた隙を突き、明応5年（1496年）3月20日、子の利高が細川氏、六角氏、北畠氏らの後援で、南近江で兵を集い伊勢国方面を経て美濃へ侵攻した。元頼を総大将、利藤の末子毘沙童を副将として二軍に分けて進軍するも、戦況の変化から利高の進軍を止めさせようとするが、利高はこれを拒む。尾張の津島から竹鼻を通り、墨俣で出迎えていた斎藤軍を破り、隠居していた成頼の居城・城田寺城に向かった。
初め、成頼は利光らが入城することを拒否したが、元頼も一緒だと知ると城内に招き入れ城田寺城に篭城した。しかし、政房方に与した岩倉の守護代「織田伊勢守家」当主の織田寛広と妙純の娘婿朝倉貞景らに城田寺城を包囲され、援軍として駆けつけた六角氏も斎藤方の京極氏に敗れ、落城寸前となり、籠城を主張する子の利元を宥め、成頼と毘沙童の助命を条件に降伏したが、同年5月30日に斎藤軍の奇襲に遭い、利元と共に自害した。
岐阜県岐阜市城田寺の舎衛寺に「船田合戦終焉之地」の碑がある。